# 郄晋武
郄晋武（1920年12月2日—2021年3月2日），河北省平山县水碾村人。中国人民解放军将领，曾参加抗日战争、第二次国共内战、中印边境战争。

## 生平

### 民国时期
1937年10月，郄晋武参加八路军。1938年9月，加入中国共产党。抗日战争时期，参加八路军115师游击第一大队，之后担任五支队班长、343旅、东进抗日挺进纵队第五支队四团营干事，第343旅运河支队连政治指导员。1941年1月8日，鲁西军区司令员杨勇、政委苏振华率领八路军115师教导3旅七团在郓城县北藩溪渡伏击日军加强中队160余人成功。藩溪渡战斗后，七团成立炮兵连，郄晋武出任政治指导员（连长为吴嘉德）。之后改任连长、冀鲁豫军区第八军分区东平县大队大队长。1944年2月13日晨，东平县抗日民主政府在东梁村召开党政连级以上干部大会，遭到伪军五区区队袭击。县大队在其指挥下反攻，俘获伪军23人，县大队无一伤亡，此为“东梁村战斗”。
之后他升任第八军分区五团营长、副团长。期间参加了晋东南、冀鲁豫抗日根据地反扫荡战役。第二次国共内战期间，任晋冀鲁豫军区野战军第七纵队二十旅五十八团副团长、第一纵队二十旅五十八团团长、第二野战军五兵团十八军五十二师一五四团团长，期间参加了出击陇海铁路、定陶战役、龙凤战役、挺进大别山以及淮海战役、渡江战役等。

### 共和国时期
1950年4月28日，郄晋武率领52师154团为进藏先遣部队抵达甘孜。1951年11月，他率领52师154团分批向后藏江孜、日喀则开进，并于1952年7月17日进驻亚东，从而完成中国人民解放军沿喜马拉雅山的国境线边防哨所的建立；其中查果拉边防哨所海拔5300米，在1965年被中华人民共和国国防部命名为“高原红色边防队”。此后升任中国人民解放军第二野战军五兵团十八军五十二师参谋长，参加湘南战役、西南战役、成都战役、昌都战役等。1955年9月被授予上校军衔，荣获三级独立自由勋章、二级解放勋章。后升任西藏军区第五十三师副师长、西藏军区昌都军分区司令员。1950年11月，中印边境出现摩擦，西藏军区根据中央军委，由第五十四军军长丁盛、副军长韦统泰、昌都军分区司令员组成指挥部，统一指挥第130师和昌都军分区部队，担负瓦弄方面的作战任务。瓦弄之战中，印军第二师十一旅被击溃，印军被歼灭1200人。
之后郄晋武升任西藏军区司令部副参谋长、西藏军区副司令员。1962年11月，晋升为大校军衔。1977年10月，担任中共西藏自治区委员会书记（当时第一书记为任荣、阴法唐）。1975年至1983年，担任西藏军区司令员。1988年7月，获独立功勋荣誉章。
2021年3月2日下午，因病医治无效在西部战区总医院逝世，享年101岁。

## 家庭
郄晋武与妻子郭蕴中在昌都战役后结婚，有五个孩子，但前两个由于西藏环境恶劣而夭折。